# Augustinerkloster Fährbrück
Das Augustinerkloster Fährbrück ist ein Kloster in der Gemeinde Hausen bei Würzburg und liegt zwischen Würzburg und Schweinfurt in der Nähe des Gramschatzer Waldes. Der Weiler besteht nur aus einem Bauernhof, dem Augustiner-Kloster, dem Münster „Mariae Himmelfahrt & St. Gregor der Große“ und einem Gasthof, in der Nähe der Bundesstraße 19 gelegen. Durch Fährbrück verläuft der Fränkische Marienweg.

## Münster

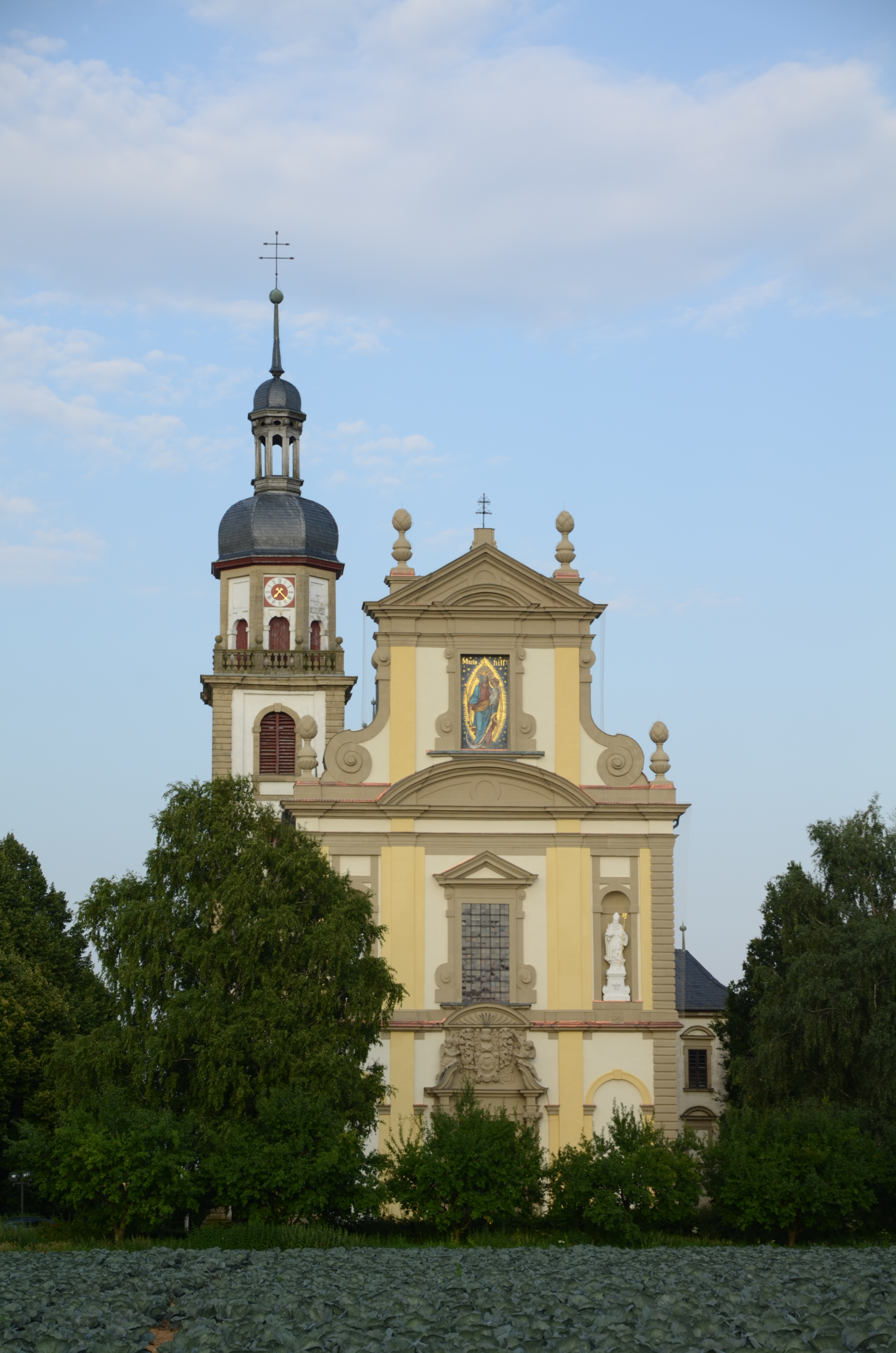
Hauptfassade

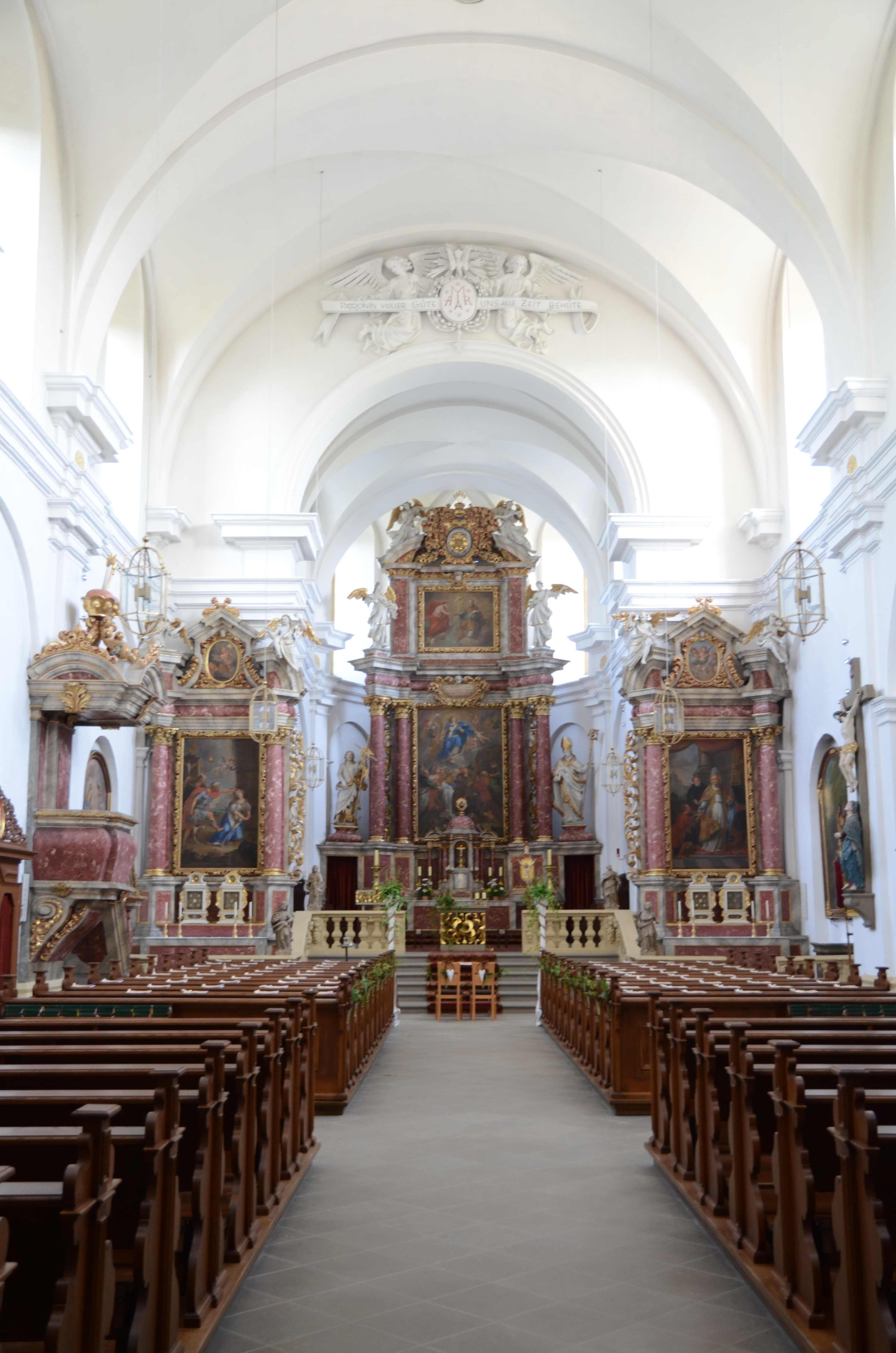
Innenansicht

Das markante Wahrzeichen von Fährbrück ist das Münster mit seinem 58 Meter hohen Turm. Fährbrück ist ein Muttergottesheiligtum. Die Wallfahrt zur Gnadenmutter in Fährbrück besteht schon seit dem 14. Jahrhundert. Fürstbischof Johann Gottfried von Guttenberg von Würzburg ließ das jetzige Heiligtum errichten, das 1683 begonnen und 1697 vollendet wurde. Baumeister war Antonio Petrini.

## Geschichte

### Mittelalter
Im Jahr 1164 schenkte ein Ritter von Wickershausen seine Besitzungen auf der Gemarkung des heutigen Ortes Hausen der Benediktinerabtei Neustadt am Main. Wahrscheinlich waren dies der heutige Schlosshügel bei Erbshausen-Sulzwiesen und der jetzige Unterhof der ehemalige Gutshof des Ritters, denn nach einer Urkunde von 1414 lag Wickershausen bei Burggrumbach.
Die Benediktiner von Neustadt am Main erbauten nun für ihre Landarbeiter, die auf ihren und benachbarten Gütern arbeiteten, eine Kapelle, die sie in Anhänglichkeit an ihr Mutterkloster Neustadt am Main vermutlich unter den Schutz der Gottesmutter gestellt haben. Doch war der eigentliche Kirchenpatron von Anfang an der heilige Papst Gregor der Große, einer der größten Heiligen des Benediktinerordens, der sich – neben der Gottesmutter – jahrhundertelang größter Beliebtheit und Verehrung erfreute. Auch die Wahl des heiligen Wolfgang als Patron von Hausen und die Wahl des heiligen Alban als Patron von Erbshausen-Sulzwiesen geht auf die Benediktiner zurück. St. Gregor und St. Wolfgang sind heute noch auf der Westfassade der Wallfahrtskirche zu sehen.
Nach 250 Jahren Aufenthalt gaben die Benediktiner 1414 ihre Besitzungen auf und verließen Fährbrück. Seit Errichtung der Pfarrei Bergtheim (1250) hatte ihre Gregoriuskirche keine Pfarrrechte mehr. Bergtheim war nun die zuständige Pfarrei für Hausen, Erbshausen-Sulzwiesen und Fährbrück. Das blieb so bis 1613, als Hausen eine selbstständige Pfarrei wurde. Fährbrück und Erbshausen-Sulzwiesen wurden von Bergtheim abgetrennt und der neuen Pfarrei Hausen unterstellt.
Ursprung und Alter der Wallfahrtskirche sind nicht beurkundet. Trotz spärlicher Urkunden steht fest: Vom 12. Jahrhundert bis zum Bauernkrieg (1525) war Fährbrück ein viel besuchter Wallfahrtsort.

### Frühe Neuzeit
Die Reformation (1517) und vor allem der Bauernkrieg versetzten Kirche und Wallfahrt einen fast tödlichen Schlag. Die Wallfahrtskirche nebst mehreren Häusern wurde verbrannt und total zerstört.
Fürstbischof Julius Echter von Mespelbrunn (1573–1617), der die Gegenreformation in seinem Land durchsetzte, scheint für Fährbrück wenig übrig gehabt zu haben, denn anstatt die zerstörte Wallfahrtskirche wieder aufzubauen, ließ er das verbliebene Gemäuer sogar vollends abbrechen und nach Bergtheim und Jobsthal zur Ausbesserung dortiger beschädigter Gebäudeteile fahren. Dieses Hofgut Jobsthal bei Hausen brachte er 1580 in seinen Besitz und überließ es zur Nutznießung dem Juliusspital Würzburg. Er ließ also die Bauten und die Kirche Jobsthal, welche dem heiligen Jodokus geweiht war, mit den Trümmern und Überresten der Wallfahrtskirche Fährbrück instand setzen. Dies erweckte den Anschein, als beabsichtige Julius Echter, die Wallfahrt von Fährbrück nach Jobsthal zu verlegen. Wallfahrten ohne Wallfahrtskirche sind von 1525 bis 1651 bezeugt. Angesichts dieser anhaltenden Wallfahrten ohne Wallfahrtskirche reifte der Gedanke, an alter Stelle wieder ein Kirchlein aufzubauen.
Schon waren die Grundmauern gelegt und das Baumaterial herangeschafft, da machte der Schwedeneinfall im Oktober des gleichen Jahres dem Unternehmen ein plötzliches Ende. Nach der Vertreibung der Schweden 1635 nahm man den Neubau wieder in Angriff, doch die Wirren des Dreißigjährigen Krieges (1618–1648) ließen wieder alle Pläne scheitern. Erst 1648 konnte man ungestört bauen. So entstand bis zum Jahre 1651 eine neue, ganz aus Holz gebaute Wallfahrtskapelle. An den folgenden Marienfesten pilgerten 3000 bis 4000 Gläubige nach Fährbrück. Schon 1653, also nach zwei Jahren, musste die neue Kirche um das Doppelte erweitert werden. Am 1. Oktober 1656 wurde der Erweiterungsbau durch den Würzburger Weihbischof Melchior Söllner feierlich konsekriert. Das größte Verdienst um den Neu- (1651) und Erweiterungsbau (1653) hat sich der Amtskeller Johann Bartholomäus Heinrich von Arnstein erworben. Es ist noch ein gestifteter Messkelch mit der eingravierten Inschrift „Joh. Barth. Heinrich, Keller zu Arnstein 1666“ vorhanden.
Diese erweiterte Kirche aus Holz erlebte in der zweiten Hälfte des 17. Jahrhunderts einen solchen Ansturm, dass Fürstbischof Johann Gottfried von Guttenberg (1684–1698) voll Freude nach Rom berichten konnte: „Die Wallfahrt Fährbrück nimmt unter allen Gnadenorten des Fürstbistums den dritten, unter den Marienwallfahrten aber den zweiten Rang ein“ (das bedeutet: nach dem Würzburger Käppele). Er ließ den Neubau der derzeitigen Wallfahrtskirche Mariä Himmelfahrt und St. Gregor der Große von 1683 bis 1697 errichten, auch da es um die finanziellen Mittel gut bestellt war.

### 19., 20. und 21. Jahrhundert
Im Jahr 1843 wurde der katholische Männerverein St. Hubertus Fährbrück im Gramschatzer Wald von Jägern gegründet und 1853 der Muttergottes unterstellt. Der Verein hat rund 3000 Mitglieder und setzt sich unter anderem für soziale Hilfen (Kindergarten, …) ein.
1867 gründeten die Redemptoristen das Kloster Fährbrück. Sie wurden infolge des Kulturkampfes schon bald von dort vertrieben. Augustiner übernahmen das Kloster 1880.
Am 1. März 1976 wurde der Pfarrverband Fährbrück gegründet. Die Seelsorger berieten schon ein Jahr zuvor mit allen Mitgliedern der Pfarrgemeinderäte und Kirchenverwaltungen von Fährbrück, Hausen, Erbshausen-Sulzwiesen, Gramschatz, Opferbaum, Rieden, Hilpertshausen und Rupprechtshausen über die offizielle Errichtung des Pfarrverbandes Fährbrück. „Aufgabe eines Pfarrverbandes ist es, die Seelsorge auf die neuen Lebensräume unserer Gesellschaft abzustimmen und durch Impulse und subsidiäre Hilfe zur Verlebendigung der Pfarreien beizutragen. Dies geschieht durch gemeinsame Planung und kooperative Durchführung der Seelsorge“ (Rahmenordnung für Pfarrverbände, Würzburger Diözesanblatt vom 18. März 1974). Der Pfarrverband Fährbrück bietet Glaubensseminare, Kommunion- und Firmungsvorbereitung an und ist für den Pfarrbrief „Brücke“ verantwortlich, der vierteljährlich in den Gemeinden erscheint. Der Pfarrverband organisiert unter anderem auch den Bittgang, Feste, gemeinsame Wallfahrten und den Putzdienst.
2002 wurde die Wallfahrtskirche Fährbrück generalsaniert und strahlt seitdem im neuen Glanz.

## Klosterstudie
Das Kloster nahm an der Klosterstudie teil. Nach den Ergebnissen leben Nonnen und Frauen der Allgemeinbevölkerung annähernd gleich lang, dicht gefolgt von Mönchen, die eine im Schnitt ein bis zwei Jahre kürzere Lebenserwartung haben als beide Frauengruppen. Deutlich abgeschlagen sind die Männer der Allgemeinbevölkerung, die im Schnitt sechs Jahre kürzer leben als Nonnen und Frauen der Allgemeinbevölkerung und bis zu viereinhalb Jahre kürzer als Mönche.

## Orgel
Die spätromantische Orgel von Martin Joseph Schlimbach (Würzburg) wurde im Jahr 1900 eingebaut und hat 17 Register und drei Koppeln.
| 1. Manual C–f3 |           |       |
|                | Bordun    | 16′   |
|                | Principal | 8′    |
|                | Hohlflöte | 8′    |
|                | Gemshorn  | 8′    |
|                | Gambe     | 8′    |
|                | Oktave    | 4′    |
|                | Rohrflöte | 4′    |
|                | Mixtur    | 2 ⁄3′ |

| 2. Manual C–f3 |                 |    |
|                | Flötenprincipal | 8′ |
|                | Salicional      | 8′ |
|                | Gedackt         | 8′ |
|                | Dolce           | 8′ |
|                | Vox coelestis   | 8′ |
|                | Fugara          | 4′ |

| Pedal C–d1 |           |     |
|            | Violonbaß | 16′ |
|            | Subbaß    | 16′ |
|            | Cello     | 8′  |

Koppeln: II/I, I/P, II/P. Mechanische Kegelladen.